# Villaverde (Madrid)
Villaverde è uno dei distretti in cui è suddivisa la città di Madrid, in Spagna.
Viene identificato col numero 17.

## Geografia fisica
Il distretto si trova nella parte meridionale del comune, sulla riva destra del fiume Manzanarre.

### Suddivisione
Il distretto è suddiviso amministrativamente in 5 quartieri (Barrios):
- Butarque (identificato col numero 173)
- Los Ángeles (identificato col numero 175)
- Los Rosales (identificato col numero 174)
- San Cristóbal de los Ángeles (identificato col numero 172)
- Villaverde Alto (o San Andrés) (identificato col numero 171).[1]